# Mawgan-in-Meneage
Mawgan-in-Meneage är en civil parish i Storbritannien. Den ligger i grevskapet Cornwall och riksdelen England, i den södra delen av landet, 400 km väster om huvudstaden London